# Dominik Hašek
Dominik Hašek (Pardubice, 29 de janeiro de 1965) é um goleiro tcheco de hóquei no gelo aposentado. Apelidado "Dominator" e conhecido por um estilo de jogo pouco ortodoxo, Hašek começou sua carreira em 1980 no HC Pardubice de sua cidade natal. Após ganhar a Extraliga Checa em 1989, Hašek passou uma temporada no HC Dukla Jihlava antes de se mudar para a América do Norte e jogar na National Hockey League. Após 2 anos como reserva no Chicago Blackhawks, foi mandado em 1992 para o Buffalo Sabres, onde se tornou astro da equipe, liderando os Sabres até a final da Copa Stanley de 1999, vencendo seis vezes o Troféu Vezina como melhor goleiro da liga e o primeiro goleiro em 34 anos a levar o Troféu Memorial Hart como melhor jogador da NHL. Eventualmente Hašek se mudou em 2001 para o Detroit Red Wings, onde ficou até 2008 (com exceção de um ano perdido pela greve geral de 2004 seguido por uma temporada no  Ottawa Senators), vencendo duas Copas Stanley em 2002 e 2008. Após sua aposentadoria na NHL, jogou mais uma temporada no HC Pardubice e uma última temporada na Liga Continental de Hóquei russa em 2009-10 pelo HC Spartak Moscow. Hašek foi também campeão dos Jogos Olímpicos de Inverno de 1998 com a seleção checa.